# Alstroemeria firmulifolia
Alstroemeria firmulifolia este o specie de plante monocotiledonate din genul Alstroemeria, familia Alstroemeriaceae, descrisă de Pierfelice Ravenna. Conform Catalogue of Life specia Alstroemeria firmulifolia nu are subspecii cunoscute.